# La Madone des ombres

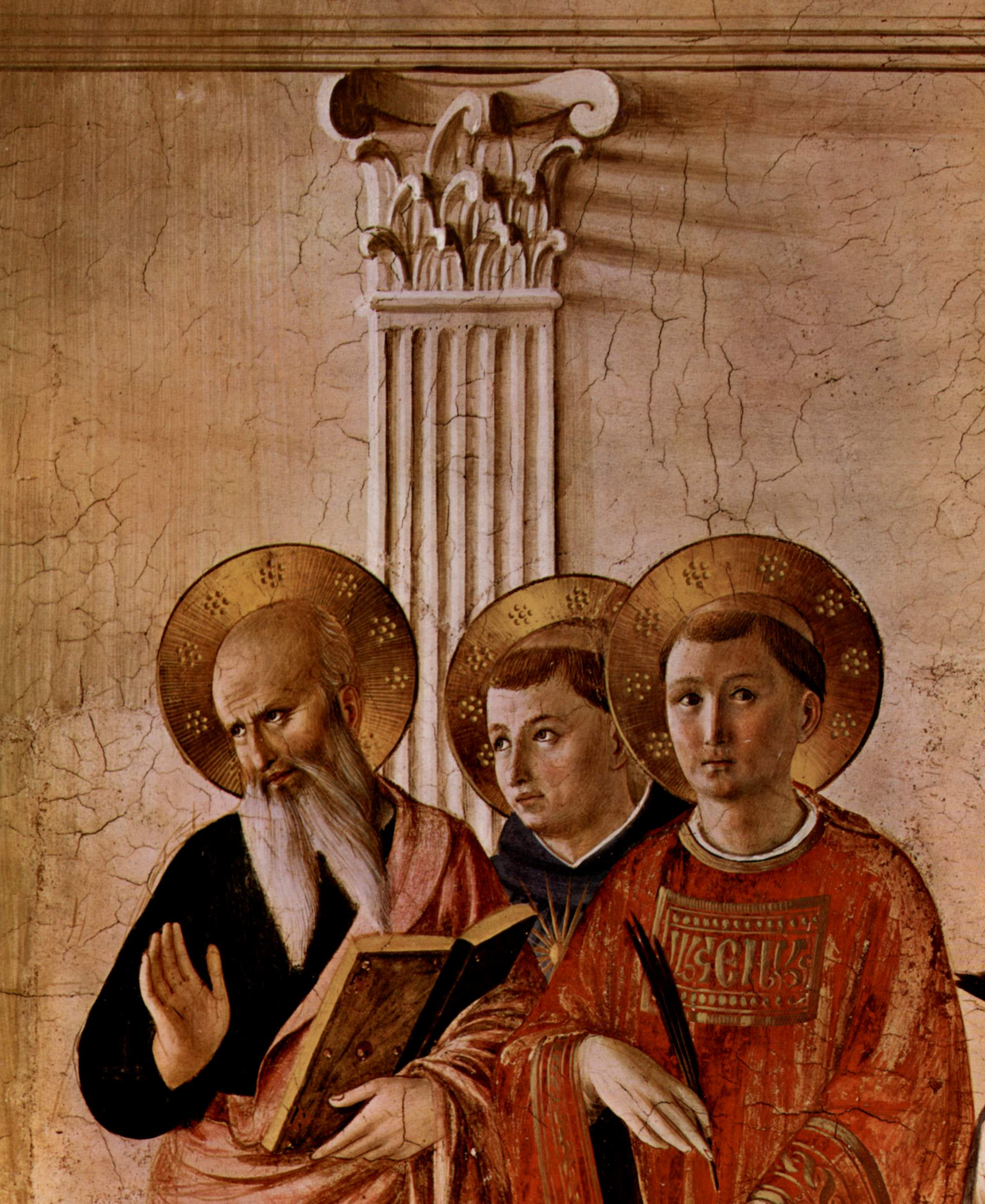
Détail d'un chapiteau et ses ombres.

La Madone des ombres est une œuvre à fresque de Fra Angelico, visible dans le couloir des cellules des moines du couvent San Marco de Florence, placée entre les cellules 25 et 26.

## Histoire
Une des deux fresques des couloirs des cellules des moines avec L'Annonciation  située en face du haut de l'escalier, elle fut réalisée par Fra Angelico vers 1450. Elle mesure 195 × 273 cm et fut une des dernières peinture du maître à San Marco. Elle doit son nom aux ombres visibles des bas-reliefs illusionnistes en relation avec le placement dans le couloir Est.

## Thème
C'est une Conversation sacrée rassemblant la Vierge à l'Enfant trônant entouré des saints Dominique de Guzman, Côme et Damien, Marc (évangéliste), Jean (évangéliste), Thomas d'Aquin, Laurent et saint Pierre martyr, entre saints de l'ordre et saints protecteurs des Médicis.

## Description
La vierge tenant l'Enfant est placée au centre de la composition, assise sur un trône de pierre recouvert d'une étoffe rouge damassée d'or placé sur une estrade de deux marches.
Les saints sont groupés quatre à gauche et quatre à droite. On les reconnait à leurs attributs : Laurent et son gril, Pierre martyr et sa blessure à la tête, les évangélistes Jean et marc à l'évangile qu'ils montrent tenu ouvert, Côme et Damien en habit de médecin, Dominique avec l'étoile au-dessus du front. Thomas d'Aquin plus discrètement montré à droite. Tous les personnages saints arborent une auréole dorée grande, celle de l'Enfant Jésus complété des branches d'une croix rouge.
Ils sont placés devant une architecture à corniche haute surmontant une rangée de pilastres en bas-relief qui donnent, par la lumière rasante venant du Sud (de la gauche donc), des ombres allongées  au niveau des volutes des chapiteaux.

## Analyse
La maturité de l'artiste est atteinte, avec une maîtrise de la représentation perspective, jeu pictural de la Renaissance, allant jouer, vu l'exiguïté du lieu représenté et son placement dans un couloir étroit, sur le seul effet de lumière possible : les ombres rasantes (qui donnera son titre à l'œuvre).